# Застройка повышенной плотности
Застройка повышенной плотности — застройка, показатели плотности которой превышают нормативные показатели, либо (в отсутствие подобных нормативов) являются достаточно высокими, что может снижать уровень комфортности среды. Плотность застройки можно оценить по двум показателям:
1. Как отношение возведенных на определенной территории квадратных метров (м2) к площади этой территории в гектарах (га) — м2/га.
2. Как отношение количества людей, проживающих на данной территории (чел), к площади этой территории (га) — чел/га.

## Модели уплотнения городов
Мы можем наблюдать четыре модели уплотнения городов:
1. Европейская.
2. Азиатская.
3. Американская.
4. Российская.

Для европейской модели характерен исторически сложившийся принцип строительства городов с преобладающей низкой и средней этажностью, с минимальными расстояниями между домами, узкими улочками.
Для азиатской модели характерен принцип строительства городов с повышенной этажностью, узкими улицами и многоуровневыми транспортными и пешеходными развязками ввиду необходимости максимального использования ограниченной территории, на которой проживает большое количество людей.
Для американской модели характерен принцип максимального уплотнения общественных и деловых центров за счет роста зданий вверх, а уплотнения жилых районов за счет введения блокированного жилья.
Российская модель идет вразрез со всеми мировыми тенденциями. В последние годы ведется активное уплотнение российских городов за счет роста этажности, как в азиатской модели, но дело далеко не в ограниченной площади территории страны, а в политике застройщиков.

## Мотивы возведения застройки повышенной плотности
Можно выделить следующие мотивы возведения застройки повышенной плотности:
1. Экономический фактор (максимальный коммерческий эффект).
2. Социальный фактор (необходимость обеспечения жильем).
3. Рыночный фактор (престиж, привлечение потребителя).
4. Соревновательный фактор (соревнование архитектурных школ).
5. Эстетический фактор (выразительность современного городского ансамбля).

Застройка повышенной плотности может нести ряд проблем:
1. Экологические (недостаточный уровень благоустройства и озеленения).
2. Социально-психологические (низкий уровень комфортности для человека).
3. Санитарно-гигиенические (недостаточная инсоляция территории и помещений).
4. Градостроительные (нехватка мест хранения транспорта, загруженность транспортных путей, проблемы с озеленением территорий, с размещением площадок).